# Joli Bébé
Singles de Naza
Souris verte
(2020) Faut pardonner
(2020)
Singles par Niska
Criminel
(2020) Monte le son
(2020)
Joli bébé est une chanson de Naza en featuring avec Niska, sortie le 10 septembre 2020.

## Clip vidéo
Le clip est sorti le 11 septembre 2020, et compte plus de 97 914 291 vues sur YouTube.
Le 12 novembre 2020, lors de la semaine de Planète Rap consacrée à la promotion de son album Gros bébé, Naza a interprété ce morceau.

## Classements et certifications

### Classements hebdomadaires
| Classements (2020)                      | Meilleure position |
| --------------------------------------- | ------------------ |
| France (SNEP)                           | 2                  |
| Belgique (Wallonie Ultratop 50 Singles) | 17                 |
| Belgique (Flandre Ultratip 100)         | 38                 |
| Suisse (Schweizer Hitparade)            | 19                 |

### Certification
Le 25 décembre 2020, soit trois mois après sa sortie, le morceau est certifié single de diamant en France par le SNEP.
| Pays           | Certification | Ventes certifiées | Date de constat  |
| -------------- | ------------- | ----------------- | ---------------- |
| France (SNEP)  | Diamant       | 50 000 000        | 25 décembre 2020 |
| Belgique (BEA) | Or            | 10 000            | 8 janvier 2021   |